# Samuel Rohrer

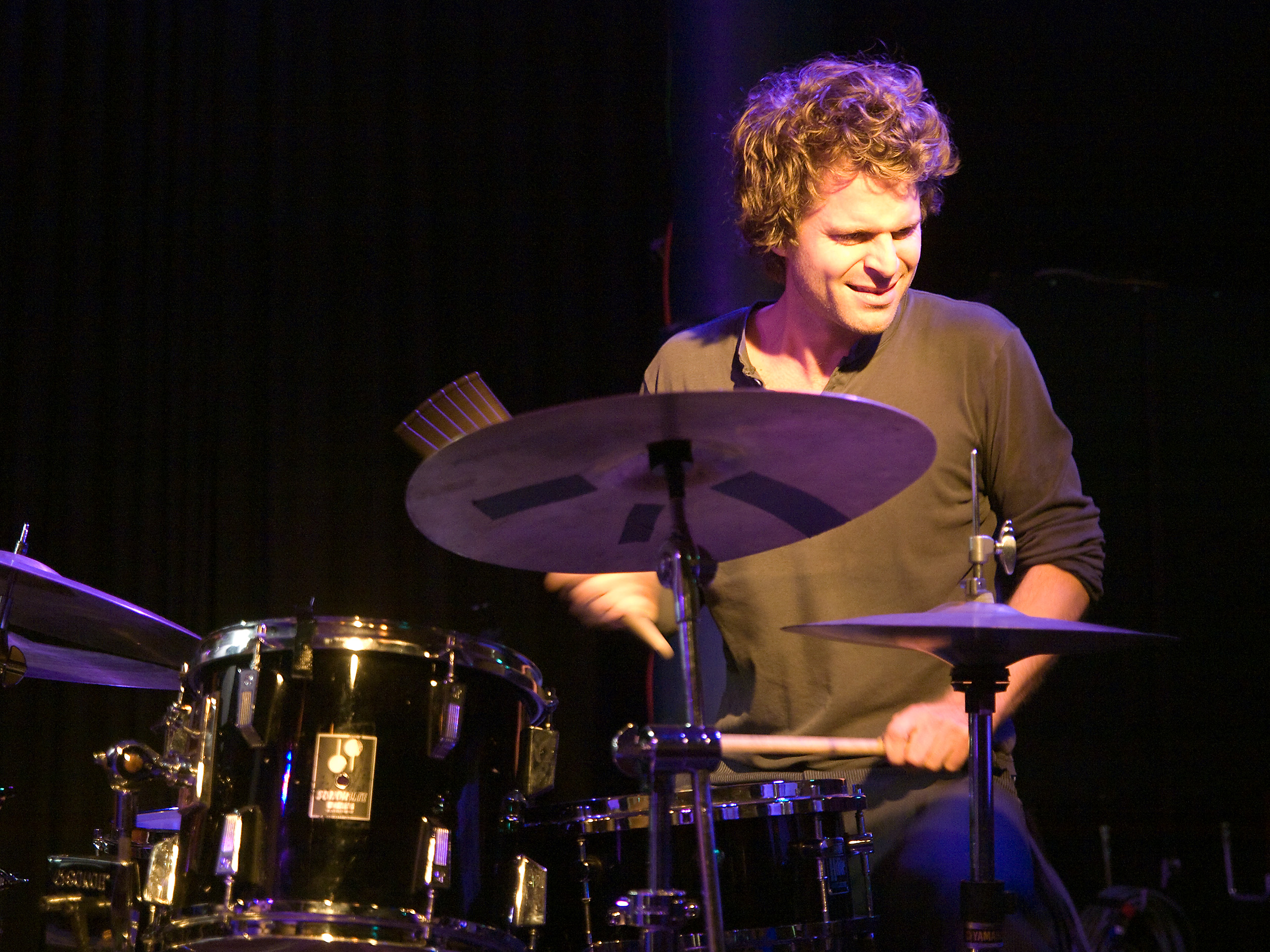
Samuel Rohrer im Jazzclub Unterfahrt (München 2010)

Samuel Rohrer (* 1977 in Bern) ist ein Schweizer Jazz-Schlagzeuger und Elektronikmusiker sowie Musikproduzent.

## Leben und Wirken
Rohrer war von 1995 bis 1998 Schüler von Billy Brooks und studierte von 1996 bis 1998 an der Swiss Jazz School Bern. Daran schloss sich ein Studium am Berklee College of Music in Boston bei Hal Crook und Ian Froman an.
Ab 1999 arbeitete er als Sideman u. a. mit Erik Truffaz, Harald Haerter, Wolfgang Muthspiel, Michel Portal, João Paulo Esteves da Silva, Matthieu Michel, Nya, Charles Gayle, Yaya Ouattara, John Lockwood, Herwig Gradischnig, Philippe Aerts, Joe Haider, Vincent Herring, Eric Alexander, Jasper Blom, Stéphan Oliva, Stefan Lievestro, Tony Overwater, Ellis Marsalis, Malcolm Braff, Reggie Johnson, Mark Levine, Christophe Schweizer, Minino Garay, John Schröder, Frank Möbus, Daniel Erdmann, Peter Herbert und Jean-Paul Brodbeck.
Ab 2001 unternahm er Europatourneen mit Susanne Abbuehl, mit der er das Album April aufnahm.  Mit Claudio Puntin und Peter Herbert gründete er die eigene Band Tree. Seit 2004 tritt er mit Antonis Anissegos, Kalle Kalima und Danny Schroeteler in der Gruppe Lynx auf. Daneben ist er auch in der Gruppe Joyosa mit Markus Stockhausen, Arild Andersen und Ferenc Snétberger aktiv. Er ist Mitbegründer des Berliner Elektro/Akustik-Trios ambiq zusammen mit Claudio Puntin und Max Loderbauer.
Im Jahre 2012 gründete er die unabhängige Plattenfirma Arjunamusic für die Veröffentlichung elektronischer und akustischer Sounds, auf dem seither die Alben nahezu aller Projekte, an denen er beteiligt ist, erscheinen, auch die beiden Alben von ambiq. Mit der 2018 gegründeten Combo Dark Star Safari erforschen Rohrer und Freunde elektronische Klangwelten, die stilistisch zwischen Ambient und Experimental angesiedelt sind. Im Frühjahr 2019 erschien das namensgleiche Erstlingsalbum der Gruppe, zwei Jahre später das zweite Album, Walk Through Lightly.

## Auswahl-Diskographie
- Stephan Urwyler Generations, Brambus Records 1997, mit Stephan Urwyler und Walter Schmocker
- Susanne Abbuehl April, ECM 2000, mit Wolfert Brederode und Christof May
- Michael Beck Trio, JHM 2001, mit Michael Beck und Bänz Oester
- The Wild Bunch, MGB 2001, mit Werner Hasler, Jürg Bucher, Hans-Peter Pfammatter und Bänz Oester
- The Tide Is In, TCB 2002, mit Malcolm Braff und Bänz Oester
- Samuel Rohrer TREE Nolia, JHM 2005, mit Peter Herbert und Claudio Puntin
- Ailleurs, HatHut 2006, mit Colin Vallon und Patrice Moret
- Currents, ECM 2007, mit Wolfert Brederode, Claudio Puntin und Mats Eilertsen
- Walkabout, Unit 2008, mit Malcolm Braff und Bänz Oester
- Sleeping with the Enemy, Jazzwerkstatt 2008, mit Daniel Erdmann, Jonas Westergaard
- Noreia, Arjunamusic 2012, mit Peter Herbert, Claudio Puntin und Skúli Sverrisson
- Ambiq Ambiq (Arjunamusic), mit Claudio Puntin und Max Loderbauer 2015
- Daniel Erdmann, Samuel Rohrer, Vincent Courtois, Frank Möbus Ten Songs About Real Utopia. 2015 Vierteljahrespreis der Deutschen Schallplattenkritik.[1]
- Klaus Gesing, Björn Meyer, Samuel Rohrer Amiira (Arjunamusic 2016)
- Dark Star Safari: Dark Star Safari (Arjunamusic 2019)
- Dark Star Safari: Walk Through Lightly (Arjunamusic, 2021, mit Jan Bang, Erik Honoré, Arve Henriksen, John Derek Bishop)
- Codes of Nature (2023)